# أنتوني كولبيرت
أنتوني كولبيرت (بالإنجليزية: Anthony Colbert)‏ هو رسام توضيحي بريطاني، ولد في 17 يوليو 1934 في Newport, Isle of Wight ‏ في المملكة المتحدة، وتوفي في 29 يونيو 2007 في ديفون في المملكة المتحدة.